# Bozrah (Connecticut)
Pour les articles homonymes, voir Bozrah.
Bozrah est une ville américaine située dans le comté de New London au Connecticut.
Nommée d'après la ville biblique de Botsra, Bozrah devient une municipalité en 1786 en se séparant de Norwich.

## Démographie
Selon le recensement de 2010, Bozrah compte 2 627 habitants. La municipalité s'étend sur 20,24 milles carrés (52,42 km2), dont 19,96 milles carrés (51,7 km2) de terres.
| 1820  | 1830  | 1840  | 1850 | 1860  | 1870 |
| ----- | ----- | ----- | ---- | ----- | ---- |
| 1 085 | 1 079 | 1 067 | 867  | 1 216 | 984  |

| 1880  | 1890  | 1900 | 1910 | 1920 | 1930 |
| ----- | ----- | ---- | ---- | ---- | ---- |
| 1 155 | 1 005 | 799  | 861  | 858  | 859  |

| 1940 | 1950  | 1960  | 1970  | 1980  | 1990  |
| ---- | ----- | ----- | ----- | ----- | ----- |
| 904  | 1 154 | 1 590 | 2 036 | 2 135 | 2 297 |

| 2000  | 2010  | 2020  | - | - | - |
| ----- | ----- | ----- | - | - | - |
| 2 357 | 2 627 | 2 429 | - | - | - |